# Västergötlands runinskrifter 25
Västergötlands runinskrifter 25 är en nu försvunnen vikingatida runristning på en gravhäll av kalksten som funnits vid Häggesleds kyrka, Häggesleds socken och Lidköpings kommun. Av en äldre avbildning att döma har stenen utgjort den ena gaveln i en gravkista.

## Inskriften
Translitterering av runraden:
[... ...þi × stin × iftiʀ þorþ b... ...]
Normalisering till runsvenska:
... [lag]ði stæin æftiʀ Þorð, b[onda](?)/b[roður](?) ...
Översättning till nusvenska:
... lade stenen efter Tord, (sin man el. broder).